# نويل اندروز
نويل اندروز (بالإنجليزية: Noel Andrews)‏ هو دي جيه أيرلندي، ولد في 7 يناير 1932 في دبلن في جمهورية أيرلندا، وتوفي بنفس المكان في 8 يناير 2011.